# 안데스따오기
안데스따오기(Andean ibis)는 따오기아과에 속하는 새의 한 종이다. 남아메리카 서부의 초원과 들판에서 서식한다. 이 종은 한때 검은목젖따오기의 아종으로 간주되었으며, 미국조류학회를 포함한 일부 분류학 기관에서는 여전히 아종으로 취급하고 있다.

## 묘사
전체 몸길이는 약 75cm에 달한다. 머리, 목, 가슴 아랫부분은 황갈색을 띠며, 정수리와 뒷목은 계피색이다. 등과 (종종 불완전한) 가슴띠는 회색이고, 배와 날개깃은 검은색이며, 날개덮깃은 회백색이지만 등과의 색 대비는 뚜렷하지 않다. 부리, 목의 살쩍 (목밑살), 눈 주위의 무깃 피부는 흑색을 띠며, 다리는 붉다. 검은목젖따오기와 비교했을 때, 이 종은 목밑살이 더 작고, 부리가 짧으며, 날개덮깃은 더 회색을 띠고, 가슴 아랫부분은 더 옅은 색이며, 정수리와 뒷목의 계피색은 더 밝고 넓게 퍼져 있다.

## 분포 및 상태
안데스따오기는 볼리비아, 페루, 에콰도르의 안데스산맥에서 해발 3,000~5,000미터의 고도에 제한적으로 서식한다. 전반적으로 흔하지 않은 종이며, 과거에는 칠레 최북단의 라우카 국립공원 지역에서도 관찰된 바 있다.